# ユアヒットパレード (南日本放送)
ユアヒットパレードは、MBC南日本放送で開局の黎明期である1956年（昭和31年）2月11日から続く、洋楽専門のラジオ番組。
1953年（昭和28年）の開局日から同日開始され続いている『希望のリボン』と『城山スズメ』に次ぐ、放送中のMBCラジオにおける番組では3番目に長い長寿番組でもある。

## 概要
洋楽を紹介する音楽番組で、毎週月曜日の21時半から開始されている30分番組。オープニングナンバーやエンディングナンバーに加え、リクエスト曲、特集、ビルボードのランキング、ライブレポートも番組で紹介。
横山欣司が2代目として担当して以降、番組冒頭では「カッコが良くて音楽に強いのが現代のヤング」というフレーズおよび放送回数から始まる。
AMラジオ局では珍しく、ラジオパーソナリティをディスクジョッキーと称する。番組のオープニングテーマ曲にはヒューゴ・ウィンターハルター（英語: Hugo Winterhalter）楽団によるイージーリスニング「Melancholy Serenade」が使用されており、その途中に英語圏の男性による「Your Hit Parade」というタイトルコールが挿入されている。

## 出演者
- スマイリー園田： 2000年4月2日 - 、5代目。

### 歴代出演者
- 松下清子： 1956年2月11日 - 1959年10月3日[5]、初代番組司会者。
- 横山欣司： 1959年10月10日[5] - 1986年3月29日[4]、番組司会者としては2代目[6][注釈 5]。
- 城光寺剛： 1985年[4]11月2日 - 1999年1月31日、3代目[注釈 6]。
- 太田祐輔： 1999年2月7日 - 2000年3月26日、4代目[注釈 7]。

## 歴史

### 初期
1956年（昭和31年）2月11日に開始。1935年（昭和）4月20日に米国のNBCで開始されたラジオ番組『Your Hit Parade（英語: Your Hit Parade）』を由来としたラジオ番組の一つであり、同名の番組の中では文化放送で1955年（昭和30年）から放送されたラジオ番組『ユア・ヒット・パレード』に次ぎ日本で2番目に開始され、同名の番組の中では最も長寿番組である。
前の週まで放送されていた、新譜の歌謡曲を紹介する番組『ニューディスクアルバム』に代わり、13時5分からの30分間、希望に応じてヒットジャズの数々を放送する音楽番組として開始。初代の番組司会者はMBCアナウンサーの松下清子で、柔らかい口調が特徴であった。
初回はモダン・ジャズやクラシック・ジャズの曲である「キング・ポーター・ストンプ」「シング・シング・シング」「君去りし後」「その手はないよ」「アット・ザ・ジャズ・バンド・ボール（英語: At the Jazz Band Ball）」「OTCHI-TCHOR-NI-YA」が放送され、ジャズを演奏する楽団はベニー・グッドマン、ルイ・アームストロング、エディ・コンドン、ボブ・クロスビー（英語: Bob Crosby）であった。2回目の放送では、ベニー・グッドマン楽団、レイ・アンソニー（英語: Ray Anthony）楽団、グレン・ミラー楽団が演奏するジャズを放送。
松下清子が担当していた時代の途中から軽音楽のリクエスト番組へと変わり、映画音楽やポピュラー音楽も放送されるようになり、番組内では横山時代の初期まで毎週「ジャズリクエストタイム」のコーナーも放送された。

### 2代目
1959年（昭和34年）10月10日放送回から、新人アナウンサーの横山欣司が担当。リスナーからは「欣ちゃん」の愛称で親しまれる。鹿児島ビートルズ研究会の一員は、かつて東京のレコード会社に席を置いていた頃の話として「レコード会社内で横山は『鹿児島のMBCの欣ちゃん』として、ほとんどの者から認識されていた」と証言している。
「カッコが良くて音楽に強いのが現代のヤング」で始まる軽妙な語り口を番組で始め、最新の洋楽情報や独自に集計した洋楽の人気順位などを独自の切り口で紹介し、世界中のヒット曲をいち早く紹介する手法を番組に取り入れ実施。自身を番組のディスクジョッキーと称し、選曲と構成まで1人で仕切るという当時はめずらしかった米国のディスクジョッキー様式を、鹿児島で確立。「私の自宅にある50メートルプール」など大きなほら話も時折入り混ぜた、台本の無いテンポとリズムが良い楽しい口調で番組を進行。番組での横山についてアナウンサーの植田美千代は「破天荒ではなく、どちらかというと正統派のディスクジョッキー。イントロの出し方、コメントの仕方、曲の題名を言うタイミングが良いお方だった」と評価している。番組において横山は、ディレクターを指導するようなその人間性で、多くのディレクターを育てた。
映画音楽の特集など、様々な企画も放送。番組内では、当時のスポンサーである時報堂のCMをつくろうと、リスナーからそのCMのストーリーを募集する企画も毎年行われ、その内容は横山が正義の味方の役なことが多く、選ばれたものは曲の合間に放送された。横山は、様々な海外アーティストと交流することも少なくなく、1976年（昭和51年）1月4日に放送されたレイ・コニフ・シンガーズ特集では、そのファンである横山が1975年（昭和50年）6月13日にレイ・コニフやレイの妻と福岡で対面し、16名のメンバーとバスに乗り女性メンバーであるジュディ・マードック、ジャッキー・アレン、パメラ・ラムザイヤーを含むメンバー全員に紹介され、一緒に食事するまでの時間を楽しく会話したことや、音響と照明を担当したリチャード・モルトビー（英語: Richard Maltby Sr.）やトランペット奏者のジョン・ベスト（英語: Johnny Best）とは午前3時まで一緒に飲んだことを明かした。
横山が番組担当となった頃は、夜の時間帯での若者向けの番組としては、黎明期にあたる時代の番組でもあった。
横山は、レコード会社から送られてきたテスト盤のレコードを聴き、当時はまだほとんど知られていなかったビートルズに目を付け「これは凄い」といち早く紹介。ビートルズのファンとなった横山がユアヒットパレードで最初に放送したビートルズの曲は、日本では1964年（昭和39年）に発売された「プリーズ・プリーズ・ミー」であった。
日本では1966年（昭和41年）6月に発売された「ペイパーバック・ライター」も、日本国内ではこの番組で一番最初に放送するなど、鹿児島県にはMBCラジオとNHKラジオしか無かった時代においてビートルズの曲を積極的に放送。ビートルズの人気に火が付いた後は、毎週のランキングで10位までのほとんどを独占することもある状態となるほど、1日に何十枚、何百枚とリクエストはがきが届き、ビートルズ全盛時代の特集では、リクエストはがきが1日に568枚届き、過去最高を記録。横山は「鹿児島にビートルズを広めた功労者」と鹿児島の熱烈なファンから言われるほどになる。1976年（昭和51年）6月には、1966年（昭和41年）に行われた日本武道館でのザ・ビートルズ日本公演の音源をそのまま放送するというビートルズ来日10周年記念番組を、横山の人脈繋がりで実現。当初は34名いた鹿児島ビートルズ研究会は、1973年（昭和48年）頃に行われたビートルズのステレオコンサートやフィルムコンサートから番組に携わりはじめて以来、ビートルズ特集ではほぼレギュラーのように出演していた。
その一方、当時はビートルズを聴くと不良というレッテルを貼られた時代であり、いつもリスナーのことを気にかける人柄であった横山は、MBCを訪ねてきた中高生に「親に聴いたらいけないと言われる。どうしたらいいでしょう」と相談されたこともあった。
番組ではローリング・ストーンズの新曲なども放送。番組の反応が全国ヒットチャートを動かし、1973年（昭和48年）に発売された「イエスタデイ・ワンス・モア」など、鹿児島発のヒット曲も生まれる。MBC南日本放送から発行された本『未来を拓く MBC35年のあゆみ』には「この番組から全国にヒットしていった曲は数知れず、その功績でワム!、ノーランズ、ボーイズ・タウン・ギャング、ボン・ジョヴィ、レイ・パーカー・ジュニアのゴールドディスクも受けた」と記載されており、番組や横山へ各レコード会社から贈られた、表彰内容が刻印された板とCDまたは金色のレコードが一体となった楯のゴールドディスクは、2024年（令和6年）11月9日にMBC本社1階てげラボで展示された。
鹿児島県の学校では、クラスメイトのリクエストはがきが読まれると翌日はその話題でもちきりとなるほどの人気となり、1960年代から1980年代における洋楽全般の伝道師として、当時の若者の絶大な支持を得る。その影響は、若き長渕剛やHOUND DOGの鮫島秀樹など、後に音楽界で活躍する鹿児島県出身の芸能人や、横山のラジオ番組に影響を受けMBCラジオのディレクターになった高崎真由美をはじめ、大勢の中高生がこの番組を聴いて育ち心をつかまれ、中学生の長渕も番組に電話をかけまくったが全く繋がらず、朝までかけ続けて一度だけ繋がり「俺もリクエスト曲がかかったぞ」と学校で自慢した程であった。
読まれたい一心で、目を引くようにと描かれた華やかなイラストで飾られたリクエストはがきが1日に何百通と届き、1969年（昭和44年）8月にはリクエストはがきの巡回展が催された程である。投稿はがきのイラストは「順位を決めないコンテスト」として、描いた者の名が番組で紹介された。
ファンサービスにも積極的で、鹿児島県総合体育センター体育館などで行われたユアヒットパレードの公開生放送を始め、様々な連動イベントも実施。観客の前で横山が喋りと曲を披露する企画は、初めはステレオコンサートで頻繁に実施していた頃には毎月第3水曜日に行っていたが、後にフィルムコンサートやビデオコンサートも行われ、ユアヒットパレード名物企画となる。これらのイベントには一般人も手伝いに名乗りを上げ、横山は入場用の半券を持った観客から求められたサインにも快く応じた。後にMBCタレントを経て、1992年（平成4年）10月1の開局と同時にエフエム鹿児島のアナウンサーとなった大学生時代の遠山明男も、レコードショップひまわりでレジのアルバイトをしつつ、MBCでも『チェストいけ!ヤング』でアルバイトのフロアディレクター等をやっていた関係で、当時はフィルムコンサートの手伝いや会場でのチャリティーグッズの販売にも携わったり、MBC学園での横山欣司の講座へも何度も通ったりしていた。
12時間ぶっ通しのステレオコンサート、鹿児島県医師会館でのビデオコンサート、1983年（昭和58年）2月6日に鹿児島市民文化ホールのこけら落としとして、三菱電機の直径1.6メートルある大型スピーカーを左右に配置しての「春一番コンサート」など、レコードも安くはなかった時代の1960年前半から1980年頃まで通算16回以上行われ、若者が詰めかけた。
1983年（昭和58年）、ユアヒットパレードにおいて1番組を27年間にわたりディスクジョッキーとして担当した功績から横山は、第9回アノンシスト賞で放送活動賞を受賞。

### 3代目以降
毎回600枚近くのはがきが送られてきていた1985年（昭和60年）、横山が体調を崩す。レコード会社などから横山へ郵便で様々な物が届くため、それをMBCアナウンサーの城光寺剛が横山の自宅までほぼ毎日届けに行っていたが、その時に「番組のピンチヒッターをやってよ」と横山から頼まれ、あくまで代役のつもりで1985年（昭和60年）11月2日放送回から、横山の番組形式を踏襲しつつ報道記者からアナウンサー職へ移動となり半年ほどの城光寺がディスクジョッキーを担当。
「イントロが何秒あるならこんな風に喋り、イントロが無ければタイトルを言いながら曲を出す」「音楽をテンポよくかける。あまり長く喋り過ぎずテンポ良く喋り良いタイミングで曲をかけ、リズムとテンポを出すのが音楽番組だ」「例えばテイク・オン・ミーの題名を紹介するときも『オを喋るあたりから曲のフェーダーを上げるんだよ』と城光寺は教わる。
体調が回復した横山が復帰してからは、一緒にランキングチャートを作ったりしていたが、1986年（昭和61年）3月に横山から「じゃあ4月から君がやってみなさい」と言われ、同年4月5日放送回から城光寺が正式に引き継ぐ。城光寺が担当していた頃も、ステレオコンサートやビデオコンサートは半年に一度行われた。
13年あまり担当した城光寺が報道部へ異動となり、1999年（平成元年）2月7日放送回からディスクジョッキーに当時MBCアナウンサーだった太田祐輔が就任。
2000年（平成12年）3月6日、20時からの90分間の特別番組として、横山によるユアヒットパレードが1日限定で復活。その頃の横山はニュースキャスターの道を歩んでおり、念願が叶ってMBCラジオのディレクターとなった高崎真由美も、横山と洋楽番組の仕事を一緒にすることは、ほとんど不可能だとあきらめていた頃だったが、横山によるユアヒットパレード復活の企画が持ち上がり、ディレクター担当を打診された高崎が即答で引き受けての復活であった。
太田がMBCを退社し2000年（平成12年）4月からKBC九州朝日放送に移籍することとなったため、2000年（平成12年）4月2日からディスクジョッキーに新人MBCタレントのスマイリー園田が就任。園田は横山から直接、番組作りやトークの手法、曲のかけ方など指導されたことは無く、横山が担当していた頃をリアルタイムで聴くことも無かったが、ユアヒットパレードの収録時に横山とすれ違うと「おお、スマイリーくん頑張ってるな。これからもユアヒットパレードを宜しく頼むよ」と声をかけられ、肩をポンと叩かれるようなことが何度もあった。
2006年（平成18年）11月4日、MBCメディアホールで、ステレオコンサート約25年ぶりに復活し、横山がディスクジョッキーを担当。
2010年（平成22年）6月9日には、「ユアヒットパレード ロックの日スペシャル」を22時から1時間放送。
2014年（平成26年）4月12日、3千回突破記念スペシャル企画として番組に横山がゲスト出演。
2016年（平成28年）12月3日までは毎週土曜日の23時5分からの放送だったが、ニッポン放送の『中居正広のSome girl' SMAP』が翌月の12月10日から土曜日23時に編成される関係で、12月7日から毎週水曜日の21時半に移動し、2017年（平成29年）4月3日からは毎週月曜日21時半に移動した。
2024年（令和6年）3月29日にはMBCラジオで特別番組『ユアヒットパレードスペシャル～追悼 横山欣司～』が放送され、司会を城光寺剛と植田美千代が担当し、横山ゆかりの人物である山縣由美子や「ビートルズ研究会」会員との生電話、エフエム鹿児島のパーソナリティとなった遠山明男のゲスト出演、長渕剛やスマイリー園田からの音声コメントや、1971年（昭和46年）に放送された第1000回記念など横山が担当した過去の番組音源を放送するなど、約2時間50分にわたり放送された。
アナウンサーの植田美千代は、横山が担当だった時代にビクターエンタテインメントの者が来て、MBC本社7階ホールでカルチャー・クラブのビデオ上映会を行った際に横山の手伝いを行ったほか、3代目である城光寺がアメリカのバージニア州へ研修に行っていたときの6週間は代役として番組ディスクジョッキーを務めており、5代目であるスマイリー園田が2010年（平成22年）1月中旬頃から3月まで怪我で休養した間にも、正体不明のロック女史・シスタースマイリーと名乗り、同様に代役を務めた。